# Cais de Robespierre
О Cais de Robespierre (em russo: Набережная Робеспьера) é uma via no centro de São Petersburgo, que ligada aos Cais Inglês, Cais do Almirante, Cais do Palácio e Cais de Kutuzov forma o último trecho da extensa via marginal do rio Neva.
Seu nome é uma homenagem ao revolucionário jacobino Maximilien de Robespierre.